# Praktisch Studien an der Familie der Orchideen
Praktisch Studien an der Familie der Orchideen (abreviado Prakt. Stud. Orchid.) es un libro con ilustraciones y descripciones botánicas que fue escrito por el botánico, explorador y eminente orquideólogo austríaco Johann Georg Beer y publicado en Viena en el año 1854.